# Lista de deputados estaduais de Sergipe da 10.ª legislatura
Essa é uma lista de deputados estaduais eleitos para o período 1983-1987. Foram 24 eleitos.

## Composição das bancadas
| Partido | Líder                  | Bancada | Posição  |
| ------- | ---------------------- | ------- | -------- |
| PDS     | José Teles de Mendonça | 19 / 24 | Governo  |
| PMDB    | Lauro Rocha            | 5 / 24  | Oposição |

## Deputados estaduais
| Número | Deputados estaduais eleitos   | Partido | Votação | Percentual | Cidade onde nasceu | Unidade federativa |
| 11192  | Walter Franco Sobrinho        | PDS     | 29.342  | 7,65%      | Aracaju            | Sergipe            |
| 11768  | Djalma Lôbo                   | PDS     | 19.764  | 5,15%      | Itabaiana          | Sergipe            |
| 11114  | José Teles de Mendonça        | PDS     | 16.854  | 4,39%      | Itabaiana          | Sergipe            |
| 11905  | José Cleonâncio da Fonseca    | PDS     | 13.672  | 3,56%      | Boquim             | Sergipe            |
| 11439  | Reinaldo Moura                | PDS     | 13.577  | 3,54%      | Salvador           | Bahia              |
| 11936  | José Matos Valadares          | PDS     | 12.396  | 3,23%      | Simão Dias         | Sergipe            |
| 11607  | Américo Alves dos Santos      | PDS     | 12.307  | 3,20%      | Japaratuba         | Sergipe            |
| 11451  | Manoel Conde Sobral           | PDS     | 12.007  | 3,13%      | Salgado            | Sergipe            |
| 11669  | Carlos Alberto de Oliveira    | PDS     | 10.751  | 2,80%      | Laranjeiras        | Sergipe            |
| 11176  | Messias Góis                  | PDS     | 10.699  | 2,78%      | Ribeirópolis       | Sergipe            |
| 11277  | Luiz Machado Mendonça         | PDS     | 10.689  | 2,78%      | Aracaju            | Sergipe            |
| 15569  | Leopoldo de Araújo Sousa Neto | PMDB    | 10.587  | 2,76%      | Estância           | Sergipe            |
| 11391  | José Augusto Vieira           | PDS     | 10.356  | 2,70%      | Lagarto            | Sergipe            |
| 11704  | Valter Cardoso Costa          | PDS     | 9.748   | 2,54%      | Estância           | Sergipe            |
| 11200  | Luciano Andrade Prado         | PDS     | 9.584   | 2,49%      | Aracaju            | Sergipe            |
| 15726  | Guido Azevedo                 | PMDB    | 9.204   | 2,39%      | Neópolis           | Sergipe            |
| 11970  | José Vieira Filho             | PDS     | 9.189   | 2,39%      | Lagarto            | Sergipe            |
| 11862  | Francisco Vieira da Paixão    | PDS     | 8.980   | 2,34%      | Campo do Brito     | Sergipe            |
| 11281  | Chico Passos                  | PDS     | 8.583   | 2,23%      | Ribeirópolis       | Sergipe            |
| 15744  | Nélson Araújo                 | PMDB    | 7.929   | 2,06%      | Riachão do Dantas  | Sergipe            |
| 11160  | José Raimundo Ribeiro         | PDS     | 7.853   | 2,04%      | Aracaju            | Sergipe            |
| 15320  | Lauro Rocha de Andrade        | PMDB    | 7.244   | 1,88%      | São Cristóvão      | Sergipe            |
| 11259  | Hildebrando Dias Costa        | PDS     | 5.800   | 1,51%      | Itabaianinha       | Sergipe            |
| 15426  | Laonte Gama da Silva          | PMDB    | 5.713   | 1,48%      | Aracaju            | Sergipe            |